# Declinul Occidentului
Declinul Occidentului (în germană Der Untergang des Abendlandes, literal „Apusul Occidentului” sau „Asfințitul Țării Apusului”) este o lucrare în două volume a scriitorului Oswald Spengler. Primul volum, subintitulat Formă și actualitate, a fost publicat în vara anului 1918. Al doilea volum, subtitrat Perspective ale istoriei lumii, a fost publicat în 1922. Ediția definitivă a ambelor volume a fost publicată în 1923.

Spengler își prezintă cartea ca o „Răsturnare copernică” care implică respingerea vederii eurocentriste a istoriei, în special împărțirea istoriei într-o rubrică liniară „antic-medieval-modern”.  Potrivit lui Spengler, unitățile semnificative pentru istorie nu sunt epocile, ci culturi întregi care evoluează ca organisme. El recunoaște cel puțin opt culturi înalte:  Babiloniană, Egipteană, Chineză, Indiană, Mezoamericană (Mayașă/Aztecă), Clasică (Greacă/Romană), Arabă, și Vestică sau Europeană. Culturile au o durată de viață de aproximativ o mie de ani de existență înfloritoare, și o mie de ani de declin. Etapa finală a fiecărei culturi este, în utilizarea cuvântului său, o „civilizație”.
Spengler prezintă, de asemenea, ideea de înaintași musulmani, evrei și creștini, precum și persani și semitici, ca fiind „Magii”; grecii antici și romanii antici din Epoca Clasică ca fiind „Apolinicii”; și modernii occidentali fiind „Faustienii”.
Potrivit lui Spengler, lumea occidentală se încheie și asistăm la ultimul sezon, „iarna” civilizației faustiene. În descrierea lui Spengler, Omul Occidental este o figură mândră, dar tragică, deoarece, în timp ce el se străduiește și creează, el știe în secret că scopul nu va fi atins niciodată.

## Recepție în limba română
Această operă a lui Spengler a fost tradusă în limba română de Ioan Lascu  la editura Beladi, în 1996. Ea a primit ISBN 973-96555-3-x.